# Candes-Saint-Martin

Candé-sur-Beuvron este o comună în departamentul Indre-et-Loire, Franța. În 1 ianuarie 2022 avea o populație de 182 de locuitori.